# Eöl

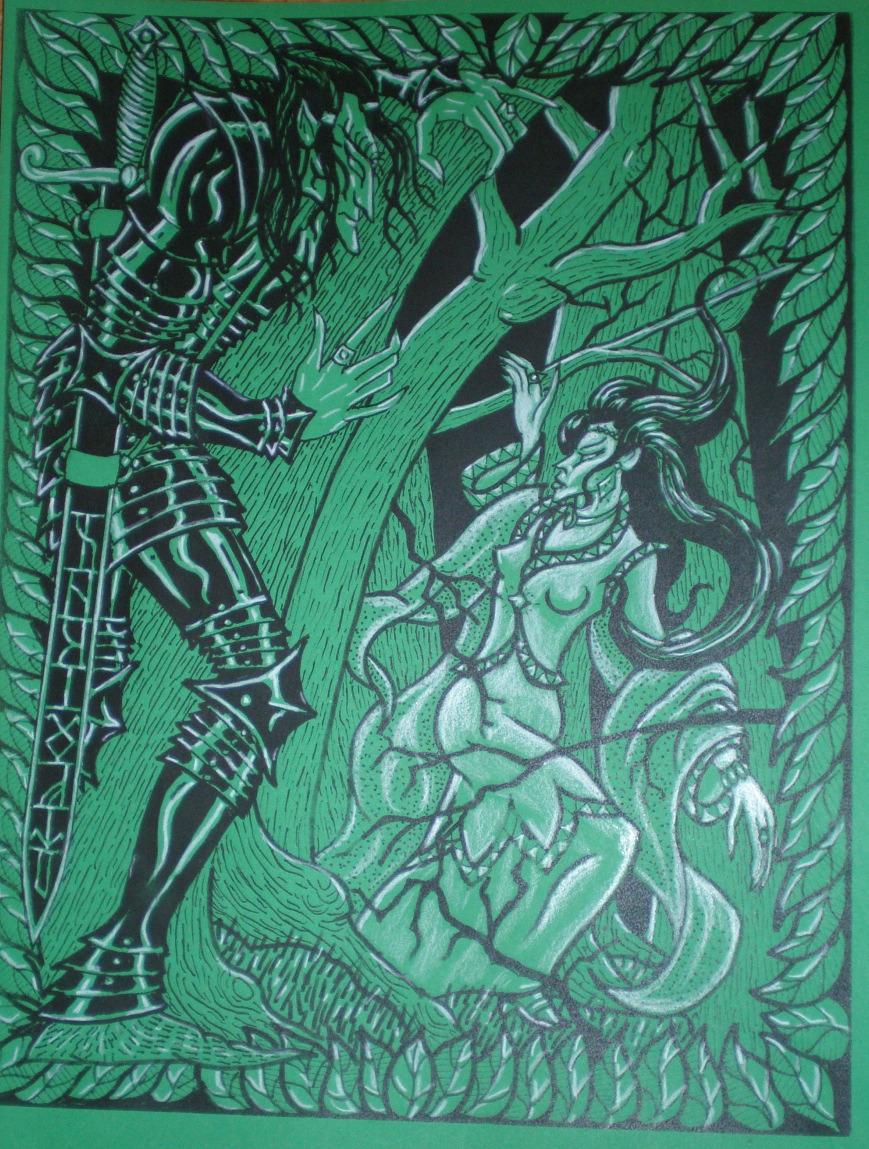
Eöl och Aredhel. (Illustration av Tom Loback)

I J.R.R. Tolkiens berättelser om Midgård är Eöl, kallad Mörkalven, en alv i Beleriand vars karaktär finns med i någon sorts form från de tidigaste till de senaste versionerna. 
Eöl Mornedhel, Mörkalven, var en avari och herre över skogen Nan Elmoth, ett landområde i nordöstra Doriath. Han var en av de få avari (som anses vara besläktade med både noldor och teleri) som ensam reste till Beleriand efter att de tre klanerna vanyar, noldor och teleri lämnat för att resa till Odödligheternas land. Redan innan han mötte dvärgarna från Blå Bergen i Eriador hade han nära vänskapsband med andra dvärgar som han mött genom sin resa i Midgård, och lärt sig smideskonsten av.  När han nådde Beleriands land kände sindaralverna från Doriath igen hans släkt och han blev snabbt accepterad bland de främsta i Menegroth, främst på grund av sin skicklighet. 
Han var en tjänare till högkonungen av Beleriand, Thingol. Innan krigen bröt ut levde han i Doriath. När Melian satte sin gördel av magi runt landet för att stärka dess försvar blev han obekväm och flyttade till Nan Elmoth utanför gördeln. Han var en av de främsta alvsmederna i Midgård och smidde Anglachel och Anguirel, två mäktiga, svarta, magiska svärd. De är gjorda av en meteorits metall och kan skära allt järn från jorden och har en snärjande förmåga. Hans verk kan jämföras med de allra främsta alvsmederna som Fëanors och Celebrimbors verk i både berömdhet och öde. Ett svärd, Anglachel, gav han till Thingol som en skatt för att han fick bo i Nan Elmoth och kom så småningom att användas av Túrin för att dräpa draken Glaurung. Det andra svärdet, Anguirel, behöll han för sig själv. Eöl uppfann galvorn, en svart metall med otrolig styrka och väldigt böjlig, som han sedan använde till sin rustning när han drog utomlands. Han var en god vän till dvärgarna i Nogrod och Belegost och innan noldor grundade sina riken kom all handel med gods att passera genom Nan Elmoth. 
Han fångade Aredhel Ar-Feiniel, Turgons viljestarka syster, när hon drog in i hans skog. Han gifte sig med henne, inte helt emot hennes vilja enligt Silmarillion utan genom tvång enligt Quendi och Eldar och utan att informera hennes familj eller enligt noldors sedvänjor. De fick tillsammans en son, Maeglin. Eöl harmades över stoltheten och den blivande rätten av noldor och genom tystnadsplikt, mycket likt Turgon vägrade han låta Aredhel och Maeglin lämnade Nan Elmoth för att söka efter deras noldoranska släktingar, Fëanors söner. Aredhel och Maeglin kom senare att i hemlighet fara till Gondolin och stjäla Eöls svärd Anguirel. Eöl jagade dem och nådde den Gömda Gången till Gondolin men fångades dock av vakterna och fördes till deras konung Turgon. Han önskade att han fick ta med sin son tillbaka till Nan Elmoth och lämna Aredhel bakom sig. Han ansåg att Maeglin sagt att eftersom Turgon var Aredhels bror kunde hon lämnas kvar. Turgon kunde dock inte tillåta Eöl att lämna Gondolin utan sa att Eöl skulle stanna eller dö. Eöl vägrade dock låta sig styras av Turgon och vägrade att stanna kvar och valde därmed att hans son och han istället skulle dödas. Han försökte döda sin son men hans pil träffade Aredhel som hoppat framför Maeglin. Hon kallade på sin broder och bad honom skona Eöl, men pilen var förgiftad och hon dog innan hon kunde säga sina sista ord. Turgon beordrade att Eöl skulle dö genom att bli knuffad från kulle. Innan han dog la Eöl en förbannelse över sin son eftersom han förrått honom, och det var att Maeglin skulle möta samma öde som sin fader. Förbannelsen verkade och är berättad i Gondolins fall.